# Javier Escalza
Javier Escalza Ellakuria (Arrancudiaga, Vizcaya, 10 de diciembre de 1952 - Guecho, 16 de noviembre de 2007) fue un futbolista español que se desempeñaba como lateral izquierdo.
Sus inicios futbolísticos fueron en el equipo de su Arrancudiaga natal, C.D. Indarra. Por ello, como homenaje póstumo, el campo de fútbol de Arrancudiaga lleva su nombre (campo de fútbol Javier Eskalza).

## Trayectoria
Llegó al Athletic Club en 1973, procedente del Barakaldo. Allí pasó siete temporadas, hasta que en 1980 fichó por el RCD Espanyol. Disputó un total de 254 partidos en Primera División entre Athletic Club (162) y RCD Espanyol (92). Posteriormente, jugó en diversos equipos como el CE Sabadell o el Sestao SC hasta su retirada en 1987.
Fue internacional con la selección española, en un amistoso disputado ante Francia, el 8 de noviembre de 1978.
Tras su retirada ejerció como entrenador del CD Basconia entre 1989 y 1993. En la temporada 1994-95 dirigió al Cacereño y en la 1995-96 al Amurrio.

## Clubes
| Club              | País   | Año       |
| ----------------- | ------ | --------- |
| Villosa           | España | 1970-1971 |
| Barakaldo C. F.   | España | 1972-1973 |
| Athletic Club     | España | 1973-1980 |
| R. C. D. Espanyol | España | 1980-1983 |
| Sabadell          | España | 1983-1984 |
| Sestao S. C.      | España | 1984-1987 |